# Lac de Huu Tiep
Le lac de Huu Tiep (vietnamien : Hồ Hữu Tiệp) est un lac situé dans le district de Ba Dinh à Hanoï au Viêt Nam.